# Romitia
Romitia — род аранеоморфных пауков из подсемейства Dendryphantinae в семействе пауков-скакунов (Salticidae). Все виды этого рода распространены в Южной Америке. В 2007 году два рода Romitia и Uspachus были объединены. В настоящее время, кроме пауков, ранее относимых к роду Uspachus, к роду Romitia относят также некоторых пауков, по другим классификациям ранее причислявшихся к родам Euophrys и Phiale.

## Виды
- Romitia albipalpis (Taczanowski, 1878) — Перу, Эквадор, Боливия
- Romitia andina (Taczanowski, 1878) — Перу
- Romitia bahiensis (Galiano, 1995) — Бразилия
- Romitia colombiana (Galiano, 1995) — Панама, Колумбия
- Romitia juquiaensis (Galiano, 1995) — Бразилия
- Romitia ministerialis (C. L. Koch, 1846) — Панама, Колумбия, Венесуэла
- Romitia misionensis (Galiano, 1995) — Парагвай, Аргентина
- Romitia nigra Caporiacco, 1947 — Гайана
- Romitia patellaris (Galiano, 1995) — Боливия, Бразилия